# Martyn Jacques
Martyn Jacques (22 maggio 1959) è un attore e musicista britannico.
Nel 2002 vince il Laurence Olivier Award alla miglior performance in un ruolo non protagonista in un musical per la sua performance in Shockheaded Peter.